# Dinit
Dinit ist ein sehr selten vorkommendes Mineral aus der Mineralklasse der „Organischen Verbindungen“ mit der chemischen Zusammensetzung C20H36 und damit chemisch gesehen ein Kohlenwasserstoff.
Dinit kristallisiert im orthorhombischen Kristallsystem, konnte jedoch bisher nur in Form derber Massen entdeckt werden. Das Mineral ist durchsichtig und entweder farblos oder durch Fremdbeimengungen gelblichweiß mit einem dem Eis ähnlichen Glanz auf den Oberflächen. Mit einer Mohshärte von 1 ist Dinit genauso weich wie das Referenzmineral Talk. Entsprechend lässt sich an Dinitproben schon mit dem Fingernagel Mineralpulver abschaben.

## Etymologie und Geschichte
Entdeckt wurde Dinit erstmals in den Braunkohle-Vorkommen bei Castelnuovo di Garfagnana (Provinz Lucca) in der historischen italienischen Region Lunigiana (heute nördlicher Teil der Toskana). Die Analyse und Erstbeschreibung erfolgte 1852 durch Giuseppe Petri. Benannt wurde das Mineral von Giuseppe Meneghini nach dessen Entdecker Olinto Dini (1802–1866).

“Il Prof. Meneghini ha dato il nome di Dinite ad una nuova sostanza organica rinvenuta per la prima volta dal Prof. Dini in una lignite della Lunigiana. Un esemplare di questo corpo curioso essendo stato rimesso dal Prof. Meneghini al Prof. Piria, quest' ultimo m'incaricava di esaminarlo dal Lato delle proprietà e della composizione, e le poche esperienze che sono consegnate in questo articolo sono state fatte nel suo laboratorio e sotto la sua direzione.”

„Prof. Meneghini gab einer neuen organischen Substanz, die zuerst von Prof. Dini in einer Braunkohle aus Lunigiana gefunden wurde, den Namen Dinit. Nachdem Prof. Meneghini Prof. Piria ein Exemplar dieses merkwürdigen Stoffes übergeben hatte, beauftragte dieser mich, ihn hinsichtlich seiner Eigenschaften und Zusammensetzung zu untersuchen, und die wenigen Experimente, die in diesem Artikel wiedergegeben werden, wurden in seinem Labor und unter seiner Leitung durchgeführt.“

Das Typmaterial des Minerals wird in der Mineralogischen Sammlung der Universität Pisa (Istituto di Mineralogia dell’Università; MSNU) unter der Katalog-Nummer 8875 aufbewahrt.
Da der Dinit bereits lange vor der Gründung der International Mineralogical Association (IMA) bekannt und als eigenständige Mineralart anerkannt war, wurde dies von ihrer Commission on New Minerals, Nomenclature and Classification (CNMNC) übernommen und bezeichnet den Dinit als sogenanntes „grandfathered“ (G) Mineral. Die seit 2021 ebenfalls von der IMA/CNMNC anerkannte Kurzbezeichnung (auch Mineral-Symbol) von Dinit lautet „Din“.

## Klassifikation
Bereits in der veralteten 8. Auflage der Mineralsystematik nach Strunz gehörte der Dinit zur Mineralklasse der „Organischen Verbindungen“ und dort zur Abteilung „Kohlenwasserstoffe“, wo er gemeinsam mit Fichtelit, Flagstaffit, Branchit, Karpathit, Kratochvílit, Phylloretin und Simonellit sowie im Anhang mit Graebeit, Idrialin, Kladnoit, Refikit, Scharizerit und Ulmit in der Gruppe „Carbocyclische Verbindungen“ mit der Systemnummer IX/B.02 steht.
In der zuletzt 2018 überarbeiteten Lapis-Systematik nach Stefan Weiß, die formal auf der alten Systematik von Karl Hugo Strunz in der 8. Auflage basiert, erhielt das Mineral die System- und Mineralnummer IX/B.02-055. Dies entspricht der Abteilung „Stickstoff-freie Kohlenwasserstoffe“, wo Dinit zusammen mit Branchit, Fichtelit, Flagstaffit, Hoelit, Idrialin, Karpathit, Kratochvílit, Phylloretin, Ravatit, Refikit, Simonellit und Wampenit die Gruppe der „Ringförmige Strukturen“ mit der Systemnummer IX/B.02 bildet.
Auch die von der International Mineralogical Association (IMA) zuletzt 2009 aktualisierte 9. Auflage der Strunz’schen Mineralsystematik ordnet den Dinit in die Abteilung „Kohlenwasserstoffe“ ein. Hier ist das Mineral in der Unterabteilung 10.BA zu finden, wo es als einziges Mitglied eine unbenannte Gruppe mit der Systemnummer 10.BA.15 bildet.
In der vorwiegend im englischen Sprachraum gebräuchlichen Systematik der Minerale nach Dana hat Dinit die System- und Mineralnummer 50.03.05.01. Dies entspricht ebenfalls der Klasse und gleichnamigen Abteilung „Organische Minerale“. Hier findet er sich innerhalb der Unterabteilung „Salze organischer Säuren (Kohlenwasserstoffe)“ als einziges Mitglied in einer unbenannten Gruppe mit der Systemnummer 50.03.05.

## Kristallstruktur

Struktur von Dinit

Dinit kristallisiert im orthorhombischen Kristallsystem in der Raumgruppe P212121 (Raumgruppen-Nr. 19) mit den Gitterparametern a = 12,36 Å, b = 12,76 Å und c = 11,43 Å sowie einer Formeleinheit pro Elementarzelle.
Dinit ist ein alicyclischer gesättigter Kohlenwasserstoff, dessen Moleküle aus drei Kohlenstoffringen bestehen.

## Bildung und Fundorte
Dinit bildet sich in bitumenartigem fossilem Holz in unverfestigten Flusssedimenten.
Dinit gehört zu den sehr seltenen Mineralbildungen, das bisher nur in wenigen Proben nachgewiesen wurde. Außer an seiner Typlokalität in den Braunkohle-Vorkommen bei Castelnuovo di Garfagnana in der Toskana fand sich das Mineral in Italien nur noch am Somma-Vesuv-Vulkankomplex östlich von Neapel in der Region Kampanien.
Ansonsten kennt man Dinit nur noch aus dem Wadi Halamish (auch Ẕuq Tamrur) im Hatrurim-Becken innerhalb des Regionalverbandes Tamar im Südbezirk von Israel.